# Phi Stalin hóa
Phi Stalin hóa là một từ mà ban đầu chỉ được dùng ở phương Tây để nói tới một loạt cải tổ về chính trị, kinh tế và xã hội của Đảng và nhà nước Liên Xô, chấm dứt chủ nghĩa Stalin. Những cải tổ này gồm có việc bãi bỏ sự sùng bái cá nhân đối với lãnh tụ Joseph Stalin, mất năm 1953, giới hạn quyền lực nhà nước, hỗ trợ nền kinh tế tiêu dùng, tạo điều kiện phát triển những tranh cãi trong nội bộ Đảng Cộng sản Liên Xô và văn hóa. Sau những do dự ban đầu, chính sách phi Stalin hóa với bài nói chuyện Về sùng bái cá nhân và những hậu quả của nó của Khrushchyov tại Đại hội đảng cộng sản Liên Xô thứ 20 vào năm 1956 chính thức trở thành đường lối của Đảng. Các nước khác thuộc khối phía đông cũng làm theo với những mức độ khác nhau.
Các sử gia hiện đại xem sự bắt đầu của quá trình phi Stalin hóa là một bước ngoặt quan trọng trong lịch sử Liên Xô. Nó bắt đầu trong thời kỳ tan băng Khrushchyov. Tuy nhiên, nó lắng xuống trong thời kỳ Brezhnev và duy trì như vậy cho đến giữa thập niên 1980, khi nó lại bùng lên lần nữa do chính sách perestroika và glasnost dưới thời Mikhail Gorbachev.

## Lần thứ nhất

### Từ cái chết của Stalin cho tới diễn văn của Khrushchyov
Biện pháp đầu tiên để phi Stalin hóa đã được bộ trưởng bộ nội vụ Lavrenty Beria ra lệnh thực hiện 3 tuần sau cái chết của Stalin. Ông cấm không cho hành hạ tù nhân trong thời gian tạm giam và phục hồi danh dự các bác sĩ Kremlin, những người mà ngay trước cái chết của Stalin bị buộc tội âm mưu chính trị, cũng như củng cố hàng ngũ lãnh đạo tại các nước cộng hòa và chấm dứt việc làm của "ủy ban chống tội ác phản cách mạng", một trong những cơ quan đàn áp. Quan trọng nhất là việc phóng thích 1,2 triệu tù nhân lao động tại các trại trừng phạt. Tuy nhiên ân xá này chỉ dành cho những tù nhân, mà bị án dưới 5 năm. Như vậy những tù nhân chính trị không được hưởng biện pháp này. Khi các biện pháp trừng phạt trong tù được nới lỏng, từ 1953 càng có nhiều vụ nổi dậy của tù nhân, phản đối tình trạng lao tù mà vẫn còn rất tệ.
Những năm từ cái chết của Stalin cho tới diễn văn Về sùng bái cá nhân và những hậu quả của nó của Khrushchyov được gọi là Phi Stalin hóa "thầm lặng", bởi vì một phần chính sách từ trước tới nay đã bị hủy bỏ, tuy không công bố công khai.
Trong thời gian này người lên thay thế Stalin vẫn chưa được thỏa thuận. Ban đầu một nhóm lãnh tụ đã lãnh đạo chung chính quyền. Trong số này Lavrentiy Beriya (phó thủ tướng, nguyên soái Liên Xô và là người phụ trách an ninh quốc gia, lãnh đạo bộ máy an ninh và cảnh sát mật Liên Xô) vào ngày 26 tháng 6 năm 1953 đã bị bắt giữ (vì lo sợ là người giám đốc mật thám có quá nhiều quyền lực); vào tháng 12 năm 1953 ông bị hành quyết.
Trong các cuộc tranh giành quyền lực sau đó, cuối cùng Khrushchyov đã thắng những đối thủ của mình – nhờ sách lược khôn khéo và với sự giúp đỡ của nguồn máy đảng mà ông ta phần lớn kiểm soát. Để có được chính danh, ông ta đã cố ý lên án những chính sách của Stalin, mặc dù chính ông ta, cũng như toàn nhóm lãnh đạo của đất nước, đã là những người thân tín của Stalin khi ông ta còn sống và cũng đã tham dự vào những tội ác của chế độ đó. Georgy Maksimilianovich Malenkov – trước khi Stalin chết là người có thế lục thứ hai trong chính quyền – cho tới ngày 8 tháng 3 năm 1955 chủ tịch hội đồng bộ trưởng.

### Diễn văn của Khrushchyov tại Đại hội 20 Đảng Cộng sản Liên Xô năm 1956
Tại Đại hội Đảng Cộng sản Liên Xô thứ 20 Khrushchyov đã đọc một bài diễn văn vào ngày 25 tháng 2 năm 1956, trong đó ông chỉ trích sự sùng bái cá nhân Stalin, việc lạm dụng quyền hành của ông này và những đàn áp của chính quyền đối với các cán bộ đảng. Quyền lực của Đảng không phải dựa vào một người, Khrushchyov đã nói, mà là của "liên minh tập thể không thể bẻ gẫy được". Ngoài ra ông đòi hỏi phải quay trở về với học thuyết Lenin và như vậy trở lại với nguyên tắc lãnh đạo tập thể: Tập thể là „ nguyên tắc điều hành của giới lãnh đạo Đảng". Không được nhắc tới trong bài nói chuyện này là sự khủng bố đối với số đông dân chúng và những cuộc thanh trừng chính trị trước 1934.
Như vậy tuy chính Khrushchyov đích thân chỉ trích Stalin, nhưng không đếm xỉa đến cấu trúc căn bản của hệ thống Stalin. Mặc dù đòi hỏi giữ bí mật, bài nói chuyện này đã được gởi tới các cán bộ địa phương và các đảng cộng sản ở nước ngoài và đã được công bố vào ngày 4 tháng 6 năm 1956 bởi báo The New York Times tại Hoa Kỳ.

### Thời kỳ "Mùa tuyết tan" trong văn học nghệ thuật
Việc sáng tạo văn chương của các nhà văn Liên Xô dưới thời Stalin đã bị chỉ đạo hoàn toàn bởi đảng Cộng sản. Khuynh hướng nghệ thuật "Xã hội chủ nghĩa hiện thực" được dùng làm tiêu chuẩn, để mà đánh giá các nghệ sĩ. Năm 1954 tác phẩm "Mùa tuyết tan" của Ilja Ehrenburg được phát hành. Thay vì như trước giờ phải mô tả một hình ảnh tốt về chế độ, Ehrenburg kể một câu chuyện về những người Xô Viết trung bình và phâm tích tâm lý của họ  Tác phẩm này trở thành một biểu hiệu cho những khuynh hướng nghệ thuật mới, và tựa đề của cuốn sách cũng vượt qua khỏi lãnh vực văn chương, trở thành từ của một thời kỳ: „Mùa tuyết tan" thành một từ ẩn dụ cho quá trình tan băng dần dần của một xã hội đông cứng vì những chỉ thị nghiêm khắc và vì sự khủng bố của chính quyền.
"Văn chương Mùa tuyết tan" chỉ trích đặc biệt cái gọi là "Văn chương sản xuất và nông trường tập thể" với những anh hùng tiêu biểu của nó, với những hành động rập khuôn mẫu và không khí không xung đột. Nó nêu thắc mắc về niềm tin về những tiến bộ mới ở Liên Xô cũng như kỹ xảo ứng xử của đảng Cộng sản Liên Xô và đòi hỏi sự chân thực và thành thật trong văn chương.
Tuy nhiên trong thời "Mùa tuyết tan" cũng có những ranh giới, mà văn chương không được phép vượt qua. Nó vẫn tiếp tục có, mặc dù giới hạn hơn trước, việc cấm xuất bản và việc đàn áp các nhà văn. Thí dụ nổi tiếng nhất là cuốn tiểu thuyết Bác sĩ Zhivago của Boris Leonidovich Pasternak, mà nhờ tác phẩm này ông được giải Nobel văn chương 1958. Vì những chỉ trích chủ nghĩa Marx-Lenin và Bolshevik trong cuốn tiểu thuyết, mà cũng vì tác phẩm này được phương Tây làm công cụ chính trị nên nó cấm được in ở Liên Xô và tác giả đã phải chịu một chiến dịch chỉ trích trên báo chí Liên Xô.
Những cơ hội để phát triển khả năng và ý tưởng đồng thời đưa tới việc nghiên cứu phán xét chủ nghĩa Stalin. Khrushchyov 1962 đã đích thân đồng ý cho xuất bản truyện kể "Một ngày trong đời Iwan Denissowitsch" của Aleksandr Isayevich Solzhenitsyn, trong đó Solzhenitsyn, mà cũng đã từng là một tù nhân, kể lại một cách đầy ấn tưởng những sự tàn ác trong đời sống trong tù lao động Liên Xô.
Trong âm nhạc việc phi Stalin hóa đã nới lỏng đòi hỏi của ủy ban trung ương Đảng từ 1948 là nghệ thuật phải gần gũi với nhân dân. Nhà soạn nhạc Dmitry Dmitrievich Shostakovich mà dưới thời Stalin một mặt vì sự hiện đại của âm nhạc ông bị đặt ra ngoài vòng pháp luật, mặt khác vì những thành công quốc tế đã được bán chính thức phục hồi danh dự và 1957 được bầu làm tổng thư ký liên minh các hội nhà soạn nhạc.
Sự hạ bệ Khrushchyov 1964 cũng chấm dứt chính sách tạo phần nào các khoảng trống cho các nghệ sĩ phát triển ở Liên Xô và "Văn chương Mùa tuyết tan" cũng biến mất dưới thời Leonid Ilyich Brezhnev.

### Phi Stalin hóa trongkinh tế Liên Xô
Sau cái chết của Stalin nền kinh tế chịu những thử thách lớn, bởi vì hàng chục năm kỹ nghệ nặng đã được đặt trọng tâm gây thiệt thòi cho nền kinh tế tiêu dùng và nông nghiệp. Càng ngày càng khó đòi hỏi nhân dân hạn chế hay từ bỏ những nhu cầu của họ, cho nên ngay từ 1952 những bước đầu tiên để quy định lại sự ưu tiên đã được thực hiện. Tuy nhiên vì kỹ nghệ quân sự và kỹ nghệ không gian, mà có lúc chiếm tới 30 % chi phí của nhà nước, vì sự quân bình lực lượng với Hoa Kỳ không thể từ bỏ được, nên không thể giảm bớt những đầu tư. Việc tiếp tục phát triển kỹ nghệ nặng vì vậy là một phần chủ yếu của chính sách kinh tế Liên Xô.
Những cố gắng để gia tăng năng suất, để giảm ngân sách, dùng số tiền này cho những ngành kinh tế khác, bằng cách phân quyền và địa phương hóa cũng như giảm những cơ quan hoạch định hành chánh, đã thất bại phần lớn là vì không mấy ai quan tâm cải tổ những yếu kém của nền kinh tế tập trung. Những đổi mới vì vậy một phần đã bị chính Khrushchyov, và sau khi ông bị hạ bệ, hoàn toàn bị xem xét trở lại.
Tuy nhiên trong kỹ nghệ hàng hóa tiêu dùng dần dần số lượng sản xuất đã gia tăng, dù vậy nó vẫn không thể đáp ứng nhu cầu của nhân dân Liên Xô mà đã gia tăng nhanh chóng từ giữa thập niên 1950. Một ngoại lệ quan trọng là việc xây nhà làm thành các căn hộ nhà nước, mà được coi trọng dưới thời Khrushchyov. Nó dẫn tới một cải tiến rõ ràng tình trạng căng thẳng nhà cửa ở Liên Xô đặc biệt từ sau thế chiến thứ hai. Số lượng căn hộ và sản xuất hàng hóa tiêu dùng dù có gia tăng nhưng phẩm chất vẫn thiếu sót như trước. Những biện pháp vì vậy chỉ được đánh giá thành công trong các kế hoạch, nhưng chúng không thể vượt qua được những thiếu sót vì những yếu kém có hệ thống của nền kinh tế kế hoạch.
Trong ngành nông nghiệp Khrushchyov cố gắng gia tăng sản xuất nông sản bằng cách mở mang đất đai trồng trọt. Những khu vực đồng cỏ vùng Volga Hạ, miền Bắc Kazakhstan và ở Tây Sibiria được hoạch định làm thành những khu vực trồng trọt. Những chiến dịch của nhà nước để tạo thành những vùng đất mới tuy nhiên về bản chất không khác gì mấy với việc huy động quần chúng dưới thời Stalin. Trong khi chiến dịch Đất mới ít nhất tạm thời đạt được những thành công, việc trồng bắp đã thất bại vì lý do khí hậu.

### Phóng thích các tù nhân lao động
Chỉ ít tháng sau "diễn văn bí mật" của Khrushchyov tại Đại hội Đảng Cộng sản Liên Xô thứ 20, gulag, như là trung tâm hành chính của hệ thống trại lao động Stalin, bị giải thể. Những trại còn lại được giao cho các cơ quan khác. Theo các công bố chính thức của Liên Xô cho tới tháng 5 năm 1957, 70 % tù nhân của năm 1953 được trả tự do., Con số trại giảm thấy rõ và tình trạng trong trại giam đã tốt hơn. Tù nhân được quyền gởi thư về nhà cho gia đình, thân nhân được phép gởi quần áo cho các tù nhân, những việc mà trước đây bị cấm dưới thời Stalin . Mặc dù vậy cơ cấu hệ thống trại lao động như là hệ thống tù giam vẫn tồn tại cho tới khi Liên Xô tan rã.
Tuy nhiên, những người có thể hoặc được cho là đối thủ của quyền lực nhà nước tiếp tục bị đưa vào các trại lao động, mặc dù con số đã ít hơn rất nhiều so với thời Stalin. Mục đích là để, mặc dù không tàn bạo như trước, đàn áp và kỷ luật dân chúng. Một nhiệm vụ chủ yếu khác của hệ thống tù lao động hầu như không còn được thực hiện nữa: Từ 1929 tới 1953, sức lao động của tù nhân được dùng để mang lợi cho nền kinh tế nhà nước. Như là công nhân lao động cưỡng bức, các tù nhân trong Gulag hàng chục năm đã góp phần vào việc kỹ nghệ hóa Liên Xô. Sau khi quá trình này đã đạt được một mức độ nào đó, trong thập niên 1950, người ta nhận thấy Liên Xô không còn cần số đông sức lao động của công nhân lao động cưỡng bức mà thiếu huấn luyện và chỉ sau một thời gian ngắn thì không còn sức lực nữa, và chỉ còn cần những công nhân chuyên môn có khả năng và có hứng thú.
Vì lý do hiển nhiên là lao động tù nhân không còn có hiệu quả kinh tế nữa trong khuôn khổ phân quyền của chính sách kinh tế mới dưới thời Khrushchyov, chức năng của Gulag mà được lập ra dưới thời Stalin như là một yếu tố kinh tế quan trọng ở Liên Xô đã chấm dứt. Nó có lẽ là lý do chủ yếu đưa đến việc phóng thích hàng triệu công nhân lao động cưỡng bức sau 1953.

## Lần thứ hai
Tại Đại hội đảng XXII trong tháng 10 năm 1961, mục đích chính là để ban hành một chương trình đảng mới. Đồng thời, Khrushchyov (trước sự ngạc nhiên nhiều đại biểu) lại đặt ra vấn đề phi Stalin hóa vào chương trình thảo luận; cách ứng xử và những mưu đồ của "nhóm thù địch đảng" Vyacheslav Mikhailovich Molotov (mà đã bị tước quyền lực 1957) bị bêu riếu trước công chúng.
Podgorny, J.W. Spiridonow (Bí thư thành ủy Leningrad) và Masurow (Bí thư đảng cộng sản nước Belarus) đã đọc những bài diễn văn chính.
Trong nhiều bài diễn văn, "nhóm thù địch đảng" bị buộc tội đã tham dự vào những tội ác của Stalin và bị đòi loại ra khỏi đảng cũng như bị truy tố ra tòa án. Theo quyết định của đại hội đảng, tên của Stalin bị xóa bỏ trong đời sống công cộng Liên Xô: nhiều thành phố và con đường được đặt tên theo Stalin bị đổi tên; xác của ông bị mang ra khỏi lăng Lenin.
Qua cuộc phi Stalin hóa lần nữa, Khrushchyov cố gắng củng cố vị trí quyền lực của mình, mà đã bị yếu đi, đối với những đối thủ trong Đảng.
Trước đó sau đại hội đảng XXI, tại Bulgaria, Hungary, Romania và Đông Đức hàng ngàn đường, công trường và các hãng xưởng mang tên Stalin đã bị đổi tên, các đài tưởng niệm Stalin bị hạ xuống, những hình Stalin bị sơn chồng lên, và các tác phẩm Stalin bị lấy ra khỏi các thư viện. 
Thành phố Stalingrad (cho tới 1925 Zarizyn) được đổi thành Volgograd. Trận Stalingrad ở Liên Xô được gọi là Trận Volgograd.
Ở Đông Đức, thí dụ tại Đông Berlin tượng Stalin bị hạ bệ; đại lộ Stalin bị đổi tên (một phần thành Karl-Marx-Allee, phần khác Frankfurter Allee). Từ tên hãng „VEB Elektroapparatewerke J. W. Stalin" chữ Stalin bị gạch bỏ. Hai thành phố lân cận Fürstenberg và Stalinstadt được nhập lại thành thành phố Eisenhüttenstadt.
Khrushchyov vào ngày 14 tháng 10 năm 1964, vì không còn được ủng hộ bởi ủy ban trung ương đảng, bị hạ bệ. Những thất vọng trong chính sách kinh tế, sự tập trung quyền hành vào tay những cá nhân và một loạt những quyết định đối ngoại gây nhiều tranh cãi đã đưa đến việc này. Lên thế ông là Leonid Ilyich Brezhnev giữ chức vụ tổng bí thư của ủy ban trung ương đảng Đảng Cộng sản Liên Xô.
Dưới sự lãnh đạo mới, không còn những chính sách phi Stalin hóa nào được thực hiện nữa, người ta lại dựa theo những nguyên tắc và truyền thống chủ nghĩa Stalin; bởi thế liên quan đến thời đại này người ta cũng dùng chữ Neostalinismus.
Triệu chứng cho thấy thời gian thay đổi từ việc phi Stalin hóa sang hướng đi mới là trường hợp nhà sử gia Alexander Nekritsch. Ông chỉ trích năm 1965 trong cuốn sách 22 tháng 6 năm 1941 những thiếu sót của Stalin trước khi Đức xâm lăng Liên Xô, một trong những chỉ trích mà chính Khrushchyov cũng nói tới trong bài nói chuyện kín của mình. Mặc dù diễn tả của Nekritsch được nhiều sự đồng ý, cuốn sách này 1967 được liệt vào danh sách sách cấm. Ngoài ra Nekritsch bị mất chỗ dạy học và nghiên cứu, cho nên năm 1971 ông đã di dân sang Hoa Kỳ.

## Lần thứ ba
Dưới thời Vladimir Putin trong 2 nhiệm kỳ đầu, lập trường của điện Kremlin về Stalin dẫn đến việc từ từ khôi phục lại tiếng tăm của Stalin vào đầu những năm 2000. Khi Medvedev lên làm Tổng thống Nga, sự xích lại gần với Phương Tây, thôi thúc Nga thừa nhận một số tội ác của chế độ toàn trị Xô viết. Vào ngày 30 tháng 10 năm 2009- ngày truyền thống của Nga kỷ niệm những nạn nhân của sự đàn áp Xô viết - Medvedev đưa lên một videoblog lên án "những tội ác của Stalin" mà ông nhắc đến như "một trong những thảm kịch lớn nhất trong lịch sử nước Nga." ,
Kỷ niệm lần thứ 70 thảm sát Katyn vào ngày 7 tháng 4 năm 2010, Putin nói trong bài diễn văn: "những cuộc đàn áp nghiền nát nhân dân bất kể quốc tịch nào, tôn giáo nào, hay tín ngưỡng nào...Chúng ta không thể thay đổi quá khứ, nhưng những gì chúng ta có thể làm là giữ gìn hay khôi phục lại sự thật và điều này có nghĩa là khôi phục lại sự công bằng lịch sử."
Vào tháng Năm, Kremlin hủy bỏ một kế hoạch của chính quyền thành phố Moskva định trang hoàng Moskva bằng những hình ảnh của Stalin nhân dịp kỷ niệm lần thứ 65 chiến thắng phát xít Đức. Medvedev giải thích trong cuộc trả lời phỏng vấn của Izvestia: "đánh giá của nhà nước" về Stalin là ông ta đã "phạm nhiều tội ác chống nhân dân mình. Và mặc dầu đất nước giành được thắng lợi dưới sự lãnh đạo của ông, những gì ông ta đã làm chống lại nhân dân là không thể tha thứ."
Ngày 26 tháng 11, Nghị viện Nga (Duma) lần đầu tiên công bố chính thức, "Tội ác Katyn phạm theo lệnh trực tiếp của Stalin và những nhà lãnh đạo khác của Liên xô". Tổng thống Nga Medvedev nói với truyền thông Ba Lan trước một cuộc viếng thăm Warsaw trong tháng 12 "Stalin và tay sai của ông ta phải chịu trách nhiệm về tội ác này."